# Elizej
Sveti Elizej (hebr. "Bog koji pomaže", "Bog koji spašava"), (Abel-Menolah, 880. pr. Kr. – ?, 800. pr. Kr.), starozavjetni prorok.

## Životopis

### Jahvin poziv
Elizej je rođen 880. pr. Kr. u samarijskom gradu Abel-Menolahu u Jordanskoj dolini. Sin Šafatov, iz imućne obitelji, bavio se poljodjelstvom. Jednog dana Jahve reče Iliji da potraži Elizeja koji će biti prorok umjesto njega. Elizej je spremno pošao za njim te je bio njegov poslužitelj, a nakon njegova njegova uznesenja primio je snagu i moć njegova duha. Naslijedio je čudotvorni Ilijin plašt kojim je razdijelio vode Jordana, kao što je Mojsije nekoć učinio na Crvenom moru.

### Elizejeva čudesa
Jahve je preko Elizeja činio mnoga čuda. Među mnogima najpoznatija su umnažanje kruha i ulja, ozdravljanje Naamana od gube te oživljavanje mrtvaca koji je dotaknuo njegove kosti. Ipak, daleko najveće čudo jest uskrsnuće Šunamkina sina koji je oživio nakon što se Elizej pomolio Jahvi.

### Smrt i naslijeđe
Nakon što je dugo godina bio prorok te igrao važnu ulogu u vjerskom i političkom životu Izraelaca, Elizej je umro negdje u Samariji oko 800. pr. Kr. U Katoličkoj Crkvi čašćen je kao svetac, a njegove su se relikvije prema predaji nosile u Aleksandriju, Carigrad i Ravennu.